# Leslie Alcock
Leslie Alcock, né le 24 avril 1925 à Cheadle Hulme et mort le 6 juin 2006 à Stevenage, est un professeur d'archéologie à l'université de Glasgow et un des spécialistes les plus reconnus de la Grande-Bretagne du Haut Moyen Âge. Ses recherches ont inclus les sites de Dinas Powys hillfort (en) et Cadbury Castle.
Il est l'un des principaux représentants de l’explication historicisante de la légende arthurienne.

## Biographie
Leslie Alcock est né à Manchester en 1925. En 1935, il gagne une bourse à la Manchester Grammar School. Durant la Seconde Guerre Mondiale, en 1942, il rejoint l’armée pour combattre en tant que capitaine dans les Gurkhas et c’est par cette expérience qu’il a appris à parler les langues ourdou et le pendjabi,. Par ailleurs, en 1946, il remporte une bourse d’étude qui le conduit au Brasenose College, à Oxford, pour étudier l’histoire moderne et c'est ainsi qu'il se découvre un intérêt profond pour l’archéologie,.
En 1949, il obtient sa licence (BA) et un an plus tard son diplôme de Master (MA). À la suite de cela, Alcock part travailler en Inde sur la fouille du site de la vallée de l’Indus, à la période de l’Âge du Bronze, de Mohenjo-Daro.
Alcock devient président de l'Oxford University Archaeological Society et c’est là-bas qu’il rencontre sa femme, Elisabeth. Il se marièrent en 1950, peu avant le départ d’Alcock de la Grande-Bretagne pour devenir le premier directeur de l'Archaeological Survey of Pakistan.
En 1952, il retourne en Grande-Bretagne où il devient chargé de cours au Département d'archéologie de l’Université de Cardiff,. Un an plus tard, il est nommé maître de conférences adjoint de ce même établissement où il reste près de 20 ans. Durant cette période, il travaille, notamment en janvier 1954, sur le site de Dinas Powys hillfort de Dinas Powys, juste à l'extérieur de Cardiff, site grâce auquel il gagnera sa réputation.
C’est en 1960 qu'Alcock commence le chantier archéologique du château de Cadbury dans le Somerset, dont il dirige les opérations. C’est notamment par l'un de ses sites de fouilles qu'il devient un homme reconnu. Il offre une analyse critique de ce site, sûr la supposée preuve de la légende Arthurienne avec un son livre, Arthur's Britain : history and archaeology, écrit en 1971. Ce livre est le plus influent de tous les livres de Leslie Alcock.
En 1973, il devient professeur de l’université de Glasgow sur une période de dix-huit ans. Lors de ces années, où il exerce en tant que professeur, il lance des fouilles avec ses étudiants sur les sites de l’Âge Sombre dans le nord de l’Angleterre, ciblant les forts historiques connus des Écossais, des Pictes, des Britanniques et des Northumbriens. Il publie en même temps ses recherches sur la séries de fouilles lancée, comme pour la série de Reconnaissance excavations on Early Historic fortifications and other royal sites in Scotland,,,,.

### Retraite
Après sa carrière en tant que professeur à l’université de Glasgow, il prend sa retraite en 1990. C’est à ce moment-là qu’il consacre le plus clair de son temps à travailler sur la publication de ses fouilles de reconnaissances et de South Cadbury. Il siège également dans plusieurs comités, où il reçoit de nombreux honneurs, comme celui de 1991, où il reçoit l'ordre de l'Empire britannique (O.B.E.). En 1995, il publie en deux volumes le travail sur Calbury,. Son travail est abouti lorsqu’il publie en 2003, Kings & Warriors, Craftsmen & Priests (Alcock 2003). Il meurt le 6 juin 2006 à Stevenage.

## Les grandes recherches de Leslie Alcock
Leslie Alcock a, parmi les grandes recherches qui ont contribué à sa réputation, fouillé les sites de Dinas Powys et Cadbury.

### Le château de Cadbury
Il est le directeur de l'équipe de fouilles du Château de Cadbury, dans le comté de Somerset en Angleterre, tout à la fin des années 1960 (1968-1969). Toute la recherche autour de ce château intéresse beaucoup les médias puisque Cadbury serait le légendaire château du Roi Arthur, régnant à Camelot. La découverte des vestiges du bâtiment est orchestrée par Alcock, faisant appel à une technique peu employée jusqu'alors : les levés géophysiques, qui consistent à détecter des « anomalies » magnétiques. Alcock, pour ces fouilles, a donc fait appel à une technique expérimentale. Ce château daterait donc de l'Âge du Bronze, et aurait été occupé au cours du Néolithique ancien et récent, puis par la suite abandonné et réoccupé dans les siècles suivant 1000 avant J.-C, et jusqu'au Moyen Âge, avec peu de traces gallo-romaines. Alcock et son équipe ont donc permis de mettre en lumière une longue et régulière occupation du château. Les résultats des recherches sont publiés en 1995.

### Le fort de colline de Dinas Powys
Ce petit fort, dont les traces se trouvent sur la colline de Dinas Powys à l'extérieur de Cardiff, au Pays de Galles, fait également partie des grands projets de recherche de Leslie Alcock. Il publie un rapport en 1963, qui sera un point de repère pour les études concernant l'ouest celtique et l'Âge sombre. En effet, son rapport indique que la colline fortifiée a eu plusieurs périodes d'occupation, notamment pendant l'Âge sombre (Ve – VIIe siècle apr. J.-C.).